# George Gardner
George Gardner, född 10 maj 1812 i Glasgow, död 10 mars 1849 i Kandy på Ceylon, var en skotsk botanist.
Gardner samlade 1836-1840 i Brasilien flera tusen växtarter och skrev Travels in the interior of Brazil (1846). Sina sista år var han föreståndare för Peradeniya botaniska trädgård.
Auktorsnamnet Gardner kan användas för George Gardner i samband med ett vetenskapligt namn inom botaniken; se Wikipediaartiklar som länkar till auktorsnamnet.